# Чекалюк Емануїл Богданович
Емануїл Богданович Чекалюк (6 травня 1909, Гніздичів, нині Стрийський район, Львівська область — 5 січня 1990, Львів) — український вчений, інженер нафтової та статистичної термодинаміки, доктор технічних наук, заслужений діяч науки і техніки УРСР. Почесний громадянин Долини.

## Біографія
Емануїл Чекалюк народився 6 травня 1909 року у місті Гніздичів (нині Стрийський район (до липня 2020 — Жидачівський район), Львівська область) у сім'ї пастора. Освіту здобував у Львівському політехнічному інституті, факультет електромеханіки якого він закінчив у 1933 році. Після закінчення навчання отримав посаду електромонтера на Калуському калійному заводі. Пізніше працював інженером на заводі побутових електроприладів у Варшаві, старшим енергетиком Калуського калійного комбінату.
Повернувся в Україну після Другої світової війни, працював на підприємствах нафтової промисловості. 1951 року почав працювати в Центральній науково-дослідній лабораторії «Укрнафта» у Бориславі, а 1955 — в Українському науково-дослідному інституті «Геоексплуатація».
У 1953 році організував відділ проблем глибинних вуглеводнів, який став провідним центром у проблемі неорганічного походження нафти.
У 1957 році вчений захистив кандидатську дисертацію, а 1963 — докторську. Наступного року очолив відділ проблем глибинних вуглеводнів Інституту геології і геохімії горючих копалин Академії Наук України. Саме у цей час виходять в друк його головні праці: «Нефть верхней мантии Земли», «Термодинамические основы теории минерального происхождения нефти», де вперше в світі обґрунтовується «можливість утворення нафтових вуглеводнів в умовах верхньої мантії Землі при високих термобаричних параметрах, а також встановлені сприятливі склади нафтопродукуючої речовини мантії».
У період з 1981 по 1989 роки був членом спеціалізованої Ради з захисту кандидатських і докторських дисертацій при Івано-Франківському інституті нафти і газу (нині Івано-Франківський національний технічний університет нафти і газу).
Помер 5 січня 1990 року у місті Львів, де й був похований на 23 полі Личаківського цвинтаря.

## Наукова діяльність
Емануїл Богданович здійснив понад 170 наукових публікацій, серед яких 19 монографій, отримав сертифікат на 14 авторських винаходів, пов'язаних із розробкою вуглеводневих покладів і підвищенням нафтовіддачі пластів.

### Вибрані публікації
- Чекалюк Э. Б. Основы пьезометрии залежей нефти и газа. — Киев : Гос. изд. технической литер.- ры, 1961. — 288 с.

- Чекалюк Э. Б. Термодинамика нефтяного пласта. — Москва : Недра, 1965. — 1750 прим.

- Чекалюк Э. Б. Нефть верхней мантии Земли. — Киев : Наукова думка, 1967.

- Чекалюк Э. Б. Термодинамические основы теории минерального происхождения нефти. — Киев : Наукова думка, 1971. — 256 с.

- Чекалюк Э.Б., Федорцов И.М., Осадчий В.Г. Полевая геотермическая съемка. — Киев : Наукова думка, 1974. — 103 с.

- Чекалюк Э. Б. Филяс Ю.И. Водо-нефтяные растворы. — Киев : Наукова думка, 1977. — 128 с.

- Чекалюк Э.Б., Оганов К.А. Тепловые методы повышения отдачи нефтяных залежей. — Киев, 1979. — 208 с.

- Чекалюк Э. Б. Маломинерализованные воды глубоких горизонтов нефтегазоносных водонапорных бассейнов Украины. — Киев, 1991. — 183 с.

### Вшанування
7 вересня 2012 року, під час роботи Міжнародного форуму нафтовиків у Бориславі, на будівлі НГВУ «Бориславнафтогаз» було відкрито пам'ятну таблицю на честь вченого, який багато зробив для бориславського нафтовидобутку. На церемонії встановлення виступали міський голова Борислава Володимир Фірман та учасники Міжнародного форуму нафтовиків (Тадеуш Скшежина, Омелян Солецький).

### Книги
- Роман Яремійчук, Василь Возний. Освоєння та дослідження свердловин. — Львів : Жовківська книжкова друкарня, 1994. — 440 с. — ISBN 5-836-00-26-6.